# Billbergia microlepis
Billbergia microlepis är en gräsväxtart som beskrevs av Lyman Bradford Smith. Billbergia microlepis ingår i släktet Billbergia och familjen Bromeliaceae. Inga underarter finns listade i Catalogue of Life.